# Lavce (Tetovo)
Lavce (makedonsky: Лавце, albánsky: Llaca) je vesnice v Severní Makedonii. Nachází se v opštině Tetovo v Položském regionu.
Vesnice leží v Položské kotlině na východních svazích pohoří Šar Planina, asi 3,5 kilometru od města Tetovo.

## Demografie
Podle sčítání lidu z roku 2002 žije ve vesnici 298 obyvatel. Etnickými skupinami jsou:
- Albánci - 296
- Makedonci - 2

| Rok            | 1900 | 1905 | 1929 | 1948 | 1953 | 1961 | 1971 | 1981 | 1991 | 1994 | 2002 |
| -------------- | ---- | ---- | ---- | ---- | ---- | ---- | ---- | ---- | ---- | ---- | ---- |
| Počet obyvatel | 85   | 72   | 65   | 127  | 125  | 56   | 61   | 253  | 4    | 268  | 298  |

| Rok  | Makedonci | Albánci | Srbové | ostatní | Celkem |
| ---- | --------- | ------- | ------ | ------- | ------ |
| 1948 | —         | —       | —      | —       | 127    |
| 1953 | 122       | —       | 3      | —       | 125    |
| 1961 | 56        | —       | —      | —       | 56     |
| 1971 | 3         | 51      | —      | 7       | 61     |
| 1981 | 2         | 248     | —      | 3       | 253    |
| 1994 | 4         | 263     | —      | 1       | 268    |
| 2002 | 2         | 296     | —      | —       | 298    |

## Sociální instituce

### Kostely
- Kostel sv. Atanasije - klášterní kostel[5]
- Kostel sv. Jiří - podle legendy byl základ pro kostel položen v 19. století, kdy sem přišla žena z Ruska a přála si postavit kostel. Uspořádala kameny a vytvořila tak náznak budovy, připomínající kostel. Když do něj vstoupila, položila na zem při vchodu kříž a pojmenovala jej po svatém Jiří. Na tomto místě poté v 80. letech 20. století postavili místní obyvatelé opravdový kostel.
- Kostel sv. Spas

## Politika
V obci se nachází volební místnost č. 1998 a je umístěna v prostorách zdejší základní školy.
V prezidentských volbách v roce 2019 zde bylo zaregistrováno 297 voličů.